# Klasztor Świętego Jana Teologa na Patmos
Klasztor Świętego Jana Teologa (gr. Μονή του Αγίου Ιωάννου του Θεολόγου) – prawosławny klasztor leżący na greckiej wyspie Patmos, w miejscu w którym, jak się sądzi, Jan Teolog miał wizje spisane w księdze Apokalipsy. Miejsce jest czczone zarówno przez wyznawców prawosławia, jak i katolików.
Klasztor zbudowany został w 1088, został silnie ufortyfikowany ze względu na piratów oraz Turków seldżuckich. W 1208 wyspę zdobyła Wenecja. Po upadku Konstantynopola około stu rodzin osiedliło się na Patmos. Na początku XVI w. kontrolę nad wyspą przechwycili Turcy.
Jest jednym z nielicznych miejsc w Grecji zachowanych w niemal nienaruszonym stanie od XII wieku. W 1999 wciągnięty został przez UNESCO na listę światowego dziedzictwa.
Według katalogu zbiorów bibliotecznych z początku XII wieku w bibliotece klasztoru przechowywanych było 330 rękopisów, z których 267 pisanych było na pergaminie, a 63 na papierze. Kolejny katalog pochodzi z 1335 i zawiera m.in. dzieła starożytnych filozofów. Obecnie w bibliotece przechowywanych jest ponad tysiąc rękopisów, najstarsze z nich pochodzą z V wieku, 194 dotyczy bizantyjskiego okresu. Ponadto w zbiorach znajduje się 120 inkunabułów. Przechowywane są tu 82 rękopisy greckiego Nowego Testamentu, a także unikalne dokumenty dotyczące historii klasztoru. Jest to jedna z najcenniejszych bibliotek chrześcijańskich.